# Hermonassa psilodora
Hermonassa psilodora là một loài bướm đêm trong họ Noctuidae.